# Raimundo Ferreira de Araújo Lima
Raimundo Ferreira de Araújo Lima (Lavras da Mangabeira, 23 de junho de 1818 — Rio de Janeiro, 21 de novembro de 1908) foi magistrado e político brasileiro.

## Biografia
Nasceu em Lavras da Mangabeira, município recentemente instalado, filho de Ângela Ferreira de Araújo Lima e do capitão Roberto Correia da Silva, e foi batizado na freguesia de Icó, na então província do Ceará. Formou-se em ciências sociais e jurídicas pela Faculdade de Direito de Olinda, em 1839, na mesma turma que Manuel Fernandes Vieira e Teófilo Rufino Bezerra de Meneses.
De volta ao Ceará, foi juiz municipal e de órfãos do termo do Crato, por decreto de 30 de dezembro de 1841; removido do juizado municipal dos termos do Crato e Jardim para o dos termos de Icó, Lavras e São Mateus por dec. de 20 de setembro de 1845; juiz de Direito da comarca de Imperatriz, removido a pedido da de Porto Calvo, em Alagoas, por dec. de 28 de setembro de 1854; removido para a comarca de Paranaguá, no Paraná, por dec. de 28 de janeiro de 1857.
Foi secretário do presidente José Maria da Silva Bittencourt, que, por nomeação de 12 de janeiro de 1843, aqui esteve desde 2 de abril desse ano até 8 de dezembro de 1844. Elegera-se a deputado provincial para aquela legislatura.
Filiado ao Partido Conservador, foi eleito deputado geral nas legislaturas de 1850, 1853, 1861, 1869, 1872 e 1877. Foi relator da Comissão Especial incumbida de dar parecer sobre a liberdade dos nascituros, filhos de escravos, e participou da campanha abolicionista. Fez parte do gabinete do Marquês de São Vicente, ocupando nele a pasta da guerra.
Atuou na questão religiosa ao lado dos bispos presos e processados. Era oficial da Imperial Ordem da Rosa por dec. de 2 de dezembro de 1845, e conselheiro de Estado.
Casou-se, em 12 de abril de 1864, na Igreja Matriz de Sant'Ana, na Cidade do Rio de Janeiro, com Maria da Pureza Moreira Torres (10 de outubro de 1836 - 10 de março de 1926), filha de Ana Francisca dos Santos e Manuel de Godói Moreira, e viúva do bacharel em direito Dr. Vicente Joaquim Torres. Desta união nasceram duas filhas:
- Angelita de Araújo Lima (1 de fevereiro de 1865 - 23 de julho de 1941[5]), inupta;
- Maria da Glória de Araújo Lima (12 de agosto de 1866 - 6 de janeiro de 1949[6]), casada, em 29 de abril de 1890, no Rio de Janeiro, com o médico Dr. João de Barros Barreto (1865 - 5 de maio de 1914), pernambucano, filho de Maria Ana Cavalcante do Rego Lacerda Barreto (filha do Barão de Ipojuca) e de Inácio de Barros Barreto,[7] irmão de Francisco de Barros Barreto, que foi ministro do Superior Tribunal Militar. Eles tiveram um único filho:
  - João de Barros Barreto Júnior, médico sanitarista.[8]

Ferreira Lima faleceu aos 90 anos e seus restos mortais foram sepultados no Cemitério São João Batista, em Botafogo.